# Ekeroth (släkt)
Ekeroth (Ekroth) var en släkt från Snavlunda i Närke, vars medlemmar var verksamma på Åland och socialt befann sig i skiktet lägre ståndspersoner. Släkten härstammar från Anders Ekeroth (1671–1729) som var kronolänsman och gästgivare i Föglö i den åländska skärgården. Namnet lever sannolikt inte vidare.

## Historik
Stamfadern Anders Ekeroth anges vid sin död 1729 vara ”född i Närike och Snaflunda Sochn, af Fadren Magnus Ekeroth och modren Brita Olofzd:r”. Han kom till Föglö 1696 och blev länsman efter den avlidne Per Persson och gifte sig 1697 med hans änka Kristina Winberg (1658–1708). Efter hennes död gifte han 1709 om sig med kyrkoherdedottern Katarina Mansnera (1686–1755). Sammanlagt föddes elva barn i äktenskapen. Inte fler än fyra, två söner och två döttrar, nådde vuxen ålder.
I samband med att Anders Ekeroth blev länsman bosatte han sig i byn Degerby på gården Utgård, egentligen tre gårdar (Degerby nr 1–3), som innehades av änkan han gifte sig med. Efter några år köpte han också en egen gård, enstaka hemmanet Flisö strax söder om Degerby, som sköttes av landbönder. När Ryssland ockuperade Åland sensommaren 1714 under det pågående kriget tvingades Ekeroth liksom flertalet andra ålänningar att fly med familjen till Sverige och vistades som flykting i Botkyrka söder om Stockholm, en tid (ca 1718–1721) som arrendator i Kärsby. Efter krigsslutet 1721 återvände familjen Ekeroth till Degerby och påbörjade återuppbyggnaden av de mer eller mindre totalförstörda gårdarna.
Anders Ekeroths fyra barn som blev vuxna var:
- Katarina Ekroth (1700–1739, gift med Andreas Petri Flodinus (1691–1757), kaplan i Vårdö, Åland. Makarna hade sex barn, bland dem sonen Anders Flodin som innehade morfaderns gård i Degerby tillsammans med sin moster Lisa Ekroth och hennes man Petter Ljungberg.[4]

- Vilhelm Ekeroth (född 1711) efterträdde fadern som länsman endast 18 år gammal, men skötte tjänsten så illa att han fick avsked 1746. Han var gift men äktenskapet slutade i skilsmässa. Enda barnet, en dotter, dog späd. Vilhelm Ekeroth försvinner sedan i ovissa öden. Sista spåret är den 11 mars 1753 när han sålde sin del i hemgården i Flisö till brodern Carl.[5]

- Lisa Ekroth (1713–1781), gift med Petter Ljungberg (1714–1798), sergeant och senare kronolänsman. Makarna innehade hennes hemgård i Degerby tillsammans med systersonen Anders Flodin. De hade nio barn, bara två döttrar blev vuxna: 
  - Katarina Ljungberg (1746–1787), gift med Johan Mumsberg (1735–1794), sergeant och kronolänsman, och
  - Maria Ljungberg (1753–1817), gift med Anders Johan Flodin (1749–1820), gästgivare och bonde i Degerby.[6]

- Carl Ekroth (1716–1763), kaplan i Kökar, Åland, gift med Anna Lisa Grunnera (1722–1809). Makarna fick sju barn, bara två nådde vuxen ålder:
  - Maria Ekroth (1750–1791), gift med Anders Södergren (1735–1809), fiskköpare i Stockholm, och
  - Ulrika Ekroth (1757–1798), gift med hovmästaren och bonden Karl Gustav Ehrenlund (1753–1815), i Flisö, Föglö. Ulrika Ekroth var sannolikt den sista som bar namnet.[7]

## Krogen i Flisö
Ett par kvinnliga medlemmar av släkten drev sjökrog på gården i Flisö som stamfadern hade inköpt 1704. Krogen verkar ha tillkommit på 1730-talet med Anders Ekeroths änka Katarina Mansnera som drivande kraft. Flisö låg intill segelleden mellan Sverige och Finland och hade en bra naturhamn. Krogen övertogs med tiden av svärdottern Anna Lisa Grunnera, änka efter sonen Carl. Till sin hjälp hade hon säkert också dottern Ulrika och hennes make, hovmästaren Karl Gustav Ehrenlund.
Att driva krog invid stora segelleden var en riskfylld verksamhet. Både under hattarnas krig mot Ryssland i början på 1740-talet och Gustav III:s krig 1788–1790 blev Flisö mer eller mindre totalförstört. I det senare kriget var det hemvändande svenska soldater som slog läger på ön i väntan med bra vindar för överfärden till Sverige. De byggde tak över sina huvuden och tände värmande eldar. Gårdens skog, gärdsgårdar, tak och staket gick åt. Efteråt ska fyra karlar fått hyras in för att gräva ner döda soldater som lämnats kvar.
Hur och när krogen i Flisö slutligen avvecklades är oklart. Sannolikt drevs den en bit in på 1800-talet av Karl Gustav Ehrenlund med hjälp av den åldriga svärmodern.